# Invisibili
Invisibili è stato un programma televisivo italiano, andato in onda su Italia 1 in seconda serata per due stagioni, nel 2003 e nel 2004 (sette puntate), condotto da Marco Berry.
Nel 2010 è iniziata la trasmissione, sulla stessa emittente, di Invincibili, programma sempre ideato da Berry e simile per tematiche ad Invisibili.

## Il programma
Il programma affrontava il tema dei senzatetto, raccontando le storie di alcuni di essi (due ogni puntata), con cui Berry trascorreva una giornata. Le storie dei clochard venivano raccontate dagli stessi protagonisti, e ricostruite attraverso attori. La trasmissione alternava momenti registrati in cui venivano mostrate appunto le ricostruzioni delle storie ed i momenti passati in strada da Berry con il protagonista delle sue storie, ad altri in diretta in studio in cui il presentatore intervistava il protagonista della storia.

## Riscontri
La trasmissione ha avuto una media di 1.304.000 telespettatori e picchi di share del 26%. Il programma ha inoltre ottenuto vari riconoscimenti tra cui il Premio Flaiano, il Premio Ilaria Alpi ed il Telegatto.